# Michael Gwisdek
Michael Gwisdek, nemški igralec in filmski režiser, * 14. januar 1942 Berlin, Vzhodna Nemčija, † 22. september 2020 Nemčija.
Gwisdek je svojo kariero začel v Vzhodni Nemčiji, od leta 1968 pa je nastopal in igral v več kot 130 filmih in televizijskih oddajah. Njegov prvi režiserski film Treffen in Travers je bil prvi vzhodnonemški film, prikazan na filmskem festivalu v Cannesu leta 1989, v oddelku Un Certain Regard. Njegov film Veliki Mambo iz leta 1998 je bil prijavljen na 48. berlinski mednarodni filmski festival. Naslednje leto je na 49. mednarodnem filmskem festivalu v Berlinu za vlogo v filmu Nightshapes osvojil srebrnega medveda za najboljšega igralca.
Leta 1985 se je poročil z igralko Corinno Harfouch, ločila pa sta se leta 1997. Pred poroko sta že imela dva sinova; elektronskega glasbenika in igralca Johannesa Gwisdeka (rojen leta 1980) in igralca Roberta Gwisdeka (rojen leta 1984). Kmalu po ločitvi se je Gwisdek poročil s svojo drugo ženo Gabrielo.
Gwisdek je umrl septembra 2020 v starosti 78 let.